# Stejaru (Tulcea)
Stejaru è un comune della Romania di 1 946 abitanti, ubicato nel distretto di Tulcea, nella regione storica della Dobrugia. 
Il comune è formato dall'unione di 3 villaggi: Mina Altân Tepe, Stejaru, Vasile Alecsandri.